# Xplosives.net
xplosives.net war ein deutschsprachiges Internetforum, das sich mit Pyrotechnik, Sprengstoff, Drogen und Waffenbau und dem Handel und Verkauf beschäftigte.
Am 20. August 2019 um 4:30 beschlagnahmte die Zentrale Kriminalinspektion Göttingen und das Landeskriminalamt Niedersachsen im Auftrag der Zentralstelle Internet- und Computerkriminalität der Staatsanwaltschaft Göttingen die Plattform und den kriminellen Inhalt des Forums. Bei den Hausdurchsuchungen hat man Chemikalien beschlagnahmt, die zur Herstellung von Drogen, synthetischer Sprengstoffen (Pikrinsäure, TNT, Bleiazid usw.) dienen „könnten“. Aber auch einfache Haushaltsmittel wurden beschlagnahmt, unter anderem Zucker und einfache Reiniger. Die Hausdurchsuchungen fanden in neun Bundesländern statt sowie in Litauen und Kroatien. Alle Betroffenen wurden um 4:30 Uhr vom SEK und LKA „überrascht“. Laut Medien mussten an einigen Standorten Türen aufgesprengt werden.
Auf der Plattform waren ungefähr 3.000 Benutzer registriert, laut Polizeiangaben nutzten im Jahr 2018 jedoch nur 360 angemeldete Mitglieder die Website.
Laut Polizeisprecher aus Göttingen seien die 22 aktivsten Mitglieder aus dem Jahr 2019 observiert und strafrechtlich verfolgt worden. Dabei handelt es sich vorerst um Männer im Alter zwischen 17 und 55 Jahren. Die „Monsterbombe“, wie sie den Medien nach gefunden wurde, wurde nie offiziell gezeigt oder bestätigt.